# IJmuiden
Ne doit pas être confondu avec Muiden.
IJmuiden (prononcé en néerlandais : [ɛiˈmœydə(n)]) est un village portuaire néerlandais situé dans le sud-ouest de la province de Hollande-Septentrionale, en bord de mer du Nord. Il fait partie de la commune de Velsen dont il est le chef-lieu et la localité la plus peuplée.
La population du district statistique (incluant la campagne environnante) d'IJmuiden est de 28 600 habitants (2005).

## Géographie
La ville est située à l'embouchure du canal de la Mer du Nord qui relie la mer du Nord à l'IJ et à Amsterdam. Le nom d'IJmuiden signifie littéralement « embouchure ou bouche de l'IJ ». L'écluse d'Ilmuiden est devenue la grande voie d'accès au port d'Amsterdam depuis la fermeture effective du Zuiderzee.
Le port d'IJmuiden est spécialisé dans la sidérurgie et la pêche. C'est le troisième port du pays.
Le siège de l'association de secours en mer Koninklijke Nederlandse Redding Maatschappij (KNRM) est situé à IJmuiden.

## Histoire
Les recherches archéologiques ont montré que le secteur de Velsen était habité à l'époque romaine et qu'il y avait un port sur la mer du Nord relativement important.
IJmuiden est une ville relativement récente qui a été créée en 1870 lorsque le canal de la Mer du Nord a été creusé. Jusqu'à cette date, ce secteur appelé alors De Breesaap était une plaine désolée peuplée de quelques fermes. En 1851, le secteur dans son entier fut vendu à des entrepreneurs appelés Bik et Arnold. Ils appliquèrent un plan qui avait été mis au point en 1626. Le premier coup de pioche fut donné le 8 avril 1865. 
En 1890, la population était d'environ 1 500 habitants. Ce nombre augmenta rapidement lorsque l'usine sidérurgique Hoogovens s'installa à cet endroit.
La ville a connu des destructions importantes pendant la Seconde Guerre mondiale à cause de son importance maritime.

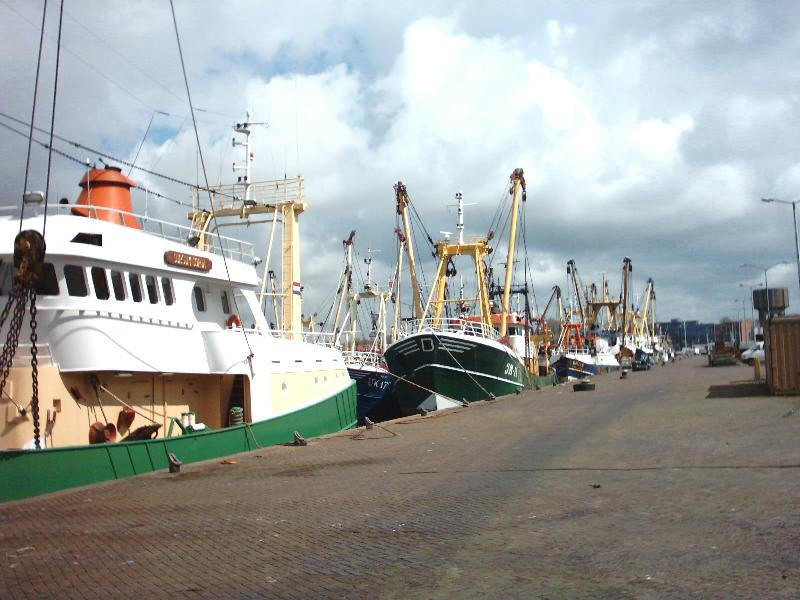
Bateaux de pêche dans le port d'IJmuiden.
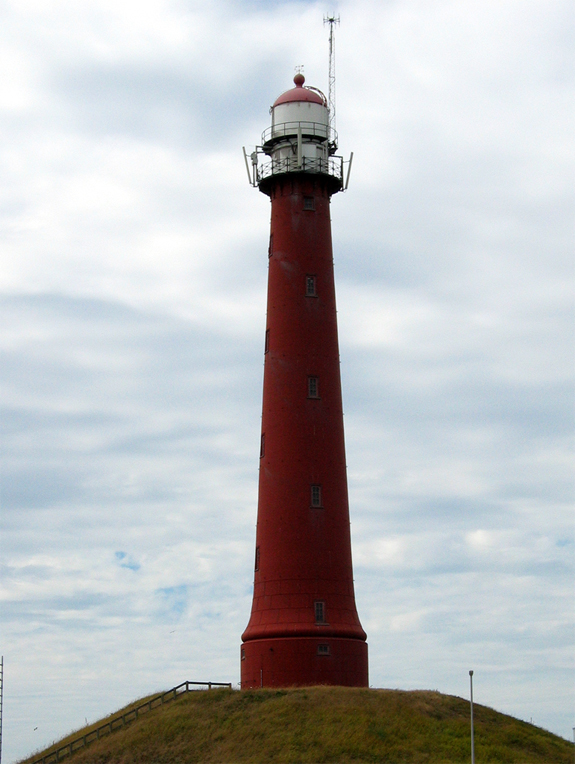
Le phare à IJmuiden
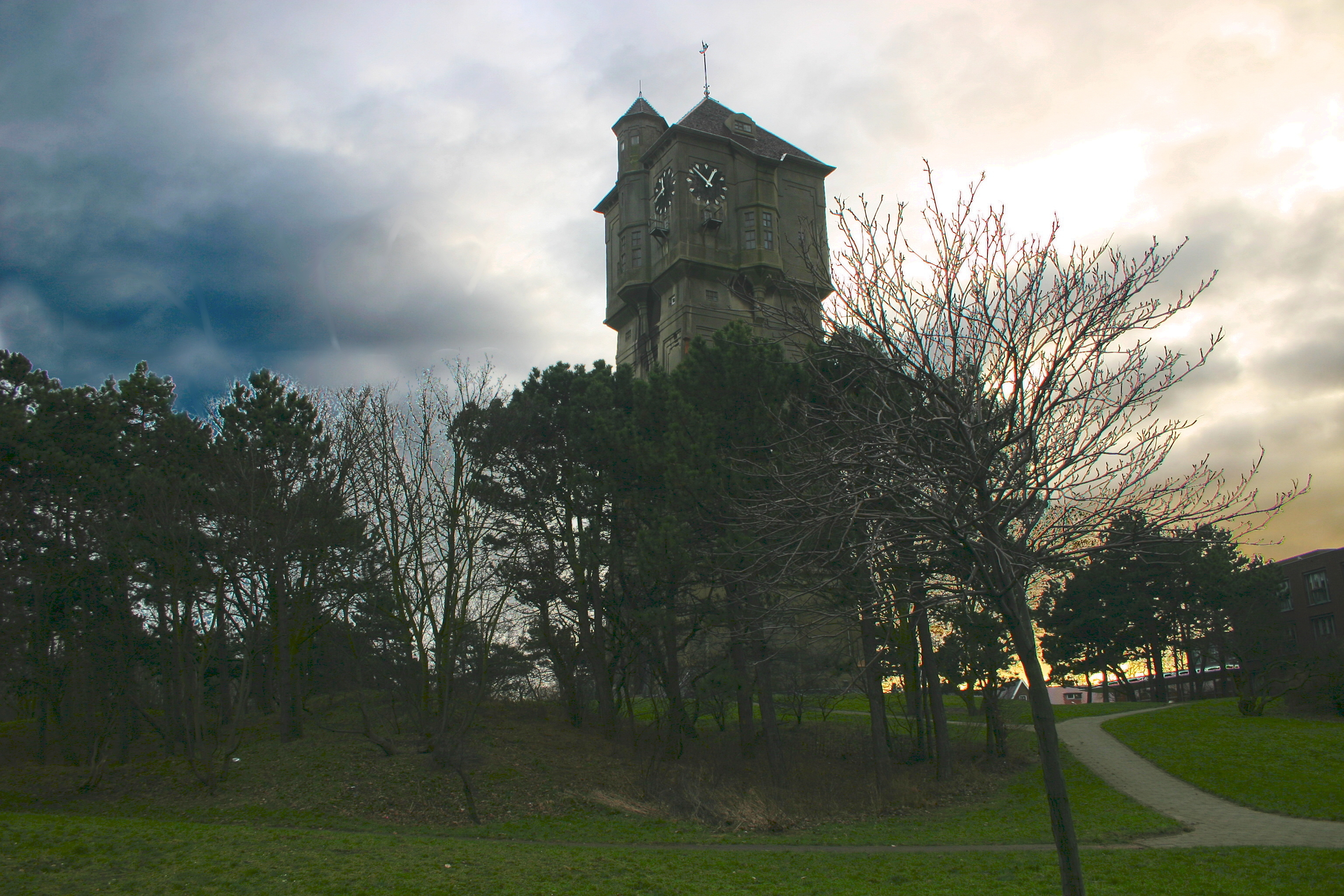
Ancien château d'eau